# 及早通报核事故公约
及早通报核事故公约（英語：Convention on Early Notification of a Nuclear Accident），是1986年国际原子能机构制订的国际公约。公约订于奥地利维也纳，于1986年10月27日生效，保存人是国际原子能机构总干事 。

## 背景
各缔约国意识到若干国家正在进行核活动；注意到已经采取并正在采取全面措施确保核活动的高度安全，旨在方式发生核事故和如果发生则尽量减少其后果；希望进一步加强安全发展利用核能方面的国际合作；深信各国有必要今早提供有关核事故的情报，以便能够使超越国界的辐射后果减少到最低限度。为此各缔约国制订本公约各条款。

## 内容
公约适用于发生涉及以下设施和活动，由此引起或可能引起放射性物质释放，并已经造成或可能造成对另一国具有辐射安全重要影响的超越国界的国际性释放事故：
1. 不论在何处的任何核反应堆；
2. 任何核燃料循环设施；
3. 任何放射性废物管理设施；
4. 核燃料或放射性废物的运输和贮存；
5. 用于农业、工业、医学和有关科研目的的放射性同位素的生产、使用、贮存、处置和运输；
6. 用放射性同位素作为空间物体的动力源。

公约对核事故的通报和情报、国际原子能机构的职责、相关协商联络和援助、争端的解决做了规定。